# Richard S. Aldrich
Richard Steere Aldrich, född 29 februari 1884 i Washington, D.C., död 25 december 1941 i Providence, Rhode Island, var en amerikansk politiker (republikan). Han var ledamot av USA:s representanthus 1923–1933. Han var son till politikern Nelson W. Aldrich.
Aldrich efterträdde 1923 Walter Russell Stiness som kongressledamot och efterträddes 1933 av John Matthew O'Connell.
Aldrich är begravd på Swan Point Cemetery i Providence.